# Eckhard Meinrenken
Eckhard Meinrenken é um matemático e físico matemático teuto-canadense. Trabalha com topologia simplética, geometria diferencial, teoria de Lie e física matemática.
Meinrenken obteve um doutorado em física summa cum laude na Universidade de Freiburg, orientado por Hartmann Römer, com a tese Vielfachheitsformeln für die Quantisierung von Phasenräumen. Como pós-doutorando esteve no Instituto de Tecnologia de Massachusetts, onde foi instrutor de 1995 a 1997. Em 1998 foi Professor Assistente da Universidade de Toronto, onde tornou-se Professor Associado em 2000 e Professor em 2004.
Em 1998 provou a conjectura de Guillemin e Sternberg (quantização comutada com redução) de 1982.
Em 2002 foi palestrante convidado ("Invited Speaker") no Congresso Internacional de Matemáticos em Pequim (Clifford Algebras and the Duflo Isomorphism).
Em 2008 tornou-se fellow da Sociedade Real do Canadá.